# کریسون پانچ

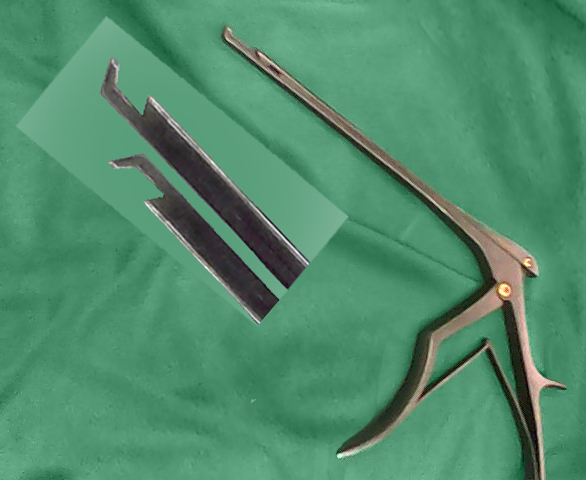
Kerrison punch

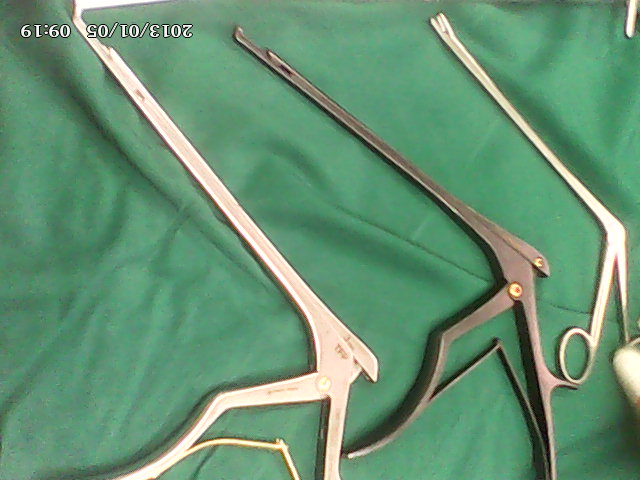
Kerrison punch

کریسون پانچ (به انگلیسی: kerrison punch) نوعی ابزار جراحی می‌باشد که در عمل‌های اعصاب برای برداشتن قطعات ظریف استخوان استفاده می‌شود.
بیشتر کاربرد این ابزار در طول جراحی لامینکتومی می‌باشد که از آن در جهت برداشتن لامینای بین مهره‌ای بهره برده می‌شود.

## انواع
دارای دهانه رو به بالا و پایین است که زاویه‌ای بین ۴۰ تا۹۰ درجه می‌باشد. این ابزار توانایی جدا کردن استخوان در اندازه‌ای بین  ۳٫۵ تا ۶٫۵ میلی متر را دارا می‌باشد.
همچنین دارای سه نوع جدا شدنی، غیرقابل جدا شدن و پوشش دار است.

## مزایا
- دقت در برش استخوان
- حذف مؤثر استخوان
- مقرون به صرفه با طول عمر بالا
- طراحی ارگونومیک[۴]